# Scanner Laser 3D
I laser a scansione (o laser scanner) sono dispositivi capaci di emettere un impulso elettromagnetico (il laser) e di ricevere il segnale riflesso, misurando l'intervallo di tempo trascorso e quindi la distanza tra lo strumento ed il punto rilevato.

## Funzionamento
Il raggio laser viene deflesso mediante un meccanismo di specchi rotanti ed oscillanti che con il variare dell'angolo azimutale e zenitale, illumina il terreno in punti contigui. Questo sistema opera misurando anche decine di migliaia di punti al secondo formando delle nuvole di punti. Per ogni misurazione (x,y,z), il sistema fornisce l'intensità del segnale di ritorno descrivendo la superficie dell'oggetto scansionato.

### Deviazione standard
Lo strumento lavora al micron, perciò bisognerà evitare le vibrazioni causate dall'esterno. La precisione dello strumento varia al variare della distanza e dell'angolo di incidenza del raggio ed è data dalla combinazione di tutti gli errori insiti nel sistema. Tanto più accurata deve essere la scansione, tanti più punti ravvicinati saranno posti a scansione.
- Filtri: vengono applicati per risolvere situazioni di probabili anomalie; essi producono una media dei punti scansionati riducendo l'errore provocato da vibrazioni.

### Classe dei laser
I laser vengono suddivisi in cinque classi di sicurezza:
- 1: intrinsecamente sicuri
- 2: non intrinsecamente sicuri ma non creano notevoli problemi
- 3A: non bisogna osservare lo strumento
- 3B: la visione diretta del fascio può non essere sicura se continuativa
- 4: sono i più potenti e i più pericolosi

## Tipi di misurazione
- Tempo di volo: per scansioni di oggetti grandi e distanti da 0,5 m fino a 6000 m.
- Misura alla differenza di fase Archiviato il 9 marzo 2011 in Internet Archive.: per scansioni di oggetti di medie e grandi dimensioni da 0.6 m fino a ca. 330 m.
- Triangolazione ottica: per scansioni di altissima risoluzione di oggetti di dimensioni ridotte posizionati da 0,2 m a 25 m.

Ovviamente le specifiche di distanza possono variare in maniera molto significativa da modello a modello, il campo operativo sopra indicato è da intendersi come la gamma di distanze minime e massime tra tutti i modelli attualmente in commercio.

## Fasi della scansione e di elaborazione dei dati
- Messa in stazione (o in "bolla") dello strumento: per i laser a scansione terrestre si utilizza un treppiede che non richiede necessariamente di essere messo in "bolla" perché la georeferenziazione completa può attuarsi in fase di elaborazione dei dati. Per i laser che si utilizzano in laboratorio si utilizza un piano ottico sensibile alle oscillazioni.
- Acquisizione dei dati: in una singola scansione, viene prodotta una nuvola di punti limitata dalle dimensioni della finestra di scansione dello strumento e dal fatto che una parte dell'oggetto può essere lasciata in ombra. Nel caso in cui l'oggetto non sia stato acquisito completamente si rende dunque necessario eseguire altre scansioni da allineare mediante algoritmi di surface matching e/o mediante mire (target artificiali). Nel caso in cui si utilizzino algoritmi di surface matching, due scansioni adiacenti devono comprendere dei punti in comune (generalmente si ricorre ad una sovrapposizione del 30%). Ogni scansione possiede un proprio sistema di riferimento che generalmente coincide con il centro dello strumento.
- Pulitura della nuvola di punti: si attua un filtraggio del rumore presente nella nuvola di punti acquisita dovuto essenzialmente alla divergenza del fascio laser ed ai problemi di individuazione della direzione del fascio stesso. In tale fase si esegue anche l'eliminazione di dati spuri o legati a disturbo (vegetazione, linee elettriche,...).
- Allineamento delle singole scansioni (o registrazione delle scansioni). È la procedura che consente di allineare ed unire le singole acquisizioni in un'unica nuvola di punti secondo un determinato sistema di riferimento. Essa può essere eseguita o mediante algoritmi di surface matching, in particolare l'algoritmo ICP (Iterative Closest Point), che allineano le parti comuni di scansioni adiacenti attraverso la minimizzazione della distanza tra esse, o mediante uso di punti di controllo materializzati mediante target artificiali. Va sottolineato che la precisione ottenibile mediante suface matching è generalmente migliore di quella ottenibile mediante soli punti di controllo; il secondo tipo di registrazione è quindi generalmente limitato a quei casi in cui non sia possibile disporre di una quantità sufficiente di punti in comune tra scansioni adiacenti.
- Georeferenziazione, per attuare la quale si utilizza una rete di appoggio topografico, generalmente basata sull'uso di GPS e/o stazione topografica totale (nel caso in cui l'allineamento delle singole scansioni sia eseguito mediante target artificiali, registrazione delle scansioni e georeferenziazione possono essere attuate contemporaneamente).
- Triangolazione e costruzione della mesh (telaio di punti)
- Chiusura della mesh e correzione delle facce anormali
- Decimazione: si riduce il modello per renderlo utilizzabile in un database.
- Applicazione delle texture al modello 3D
- Esportazione per l'uso richiesto: rendering

## Campi di applicazione
- Aeronautica
- Archeologia
- Architettura
- Ingegneria
- Topografia
- Beni Culturali
- Modellazioni industriali
- Navale
- Forense
- Dentale